# Звонська Леся Леонідівна
Звонська Леся Леонідівна (нар. 1 березня 1964, Одеса) — український мовознавець, філолог-класик, перекладач, доктор філологічних  наук (2008), професор (2011). Лауреат Премії імені Тараса Шевченка Київського національного університету імені Тараса Шевченка та відзнаки «Срібний піфос» від General Secretariat Greeks of Abroad (1998) за перший в Україні підручник давньогрецької мови. Нагороджена Почесною грамотою Маріупольської міської ради за вагомий особистий внесок у справу зміцнення науково-освітнього та культурного співробітництва між Україною, Грецькою республікою та Республікою Кіпр (2007).

## Біографія
Народилася 1 березня в місті Одеса. Виросла в родині педагогів: мама, Звонська Світлана Корніївна, історик за фахом, викладала політекономію в Львівському політехнічному інституті. Закінчила Львівську СШ № 55.
У 1983 р. вступила  на відділення класичної філології факультету іноземних мов Львівського державного університету імені Івана Франка, який  закінчила з відзнакою у 1988 р.
У 1988-90 рр. — викладач латинської мови у Вінницькому медичному інституті імені М. І. Пирогова.
У 1990-92 рр. — молодший науковий співробітник  Інституту історії України НАН України, згодом Інституту української археографії та джерелознавства ім. М. С. Грушевського НАН України.
У 1993 р. була запрошена завідувачем кафедри загального мовознавства та класичної філології Київського національного університету імені Тараса Шевченка, проф. Семчинським С. В., для викладання курсів з давньоелліністики на відновленому (після закриття в 1953 р.) відділенні класичної філології в університеті, де працює і понині.
У 1997 р. видала перший в Україні підручник давньогрецької мови (має Гриф МОН «Затверджено як підручник для студентів відділень класичної філології та гуманітарних факультетів вищих закладів освіти»), що став «базою наукової бібліографії давньогрецької мови в Україні», як оцінив працю Христос Е. Контовунісіос, Радник Посольства Греції в Україні. Ця подія широко висвітлювалася в пресі.
У 1999 р. захистила кандидатську дисертацію «Нерегулярні явища в системі дієслова давньогрецької мови класичного періоду».
З 2000 рр. — доцент кафедри загального мовознавства та класичної філології. У 2001—2002 рр. — завідувач цієї ж кафедри.  
У 2003—2006 рр. — навчання в докторантурі Київського національного університету імені Тараса Шевченка; одночасно у 2003—2007 рр. — завідувач кафедри класичної та новогрецької філології Київського національного лінгвістичного університету.
У 2007 р. захистила докторську дисертацію «Становлення парадигми темпоральності в давньогрецькій мові» (науковий консультант, проф. Сенів М. Г.; офіційні опоненти: проф. Шарипкін С. Я., проф. Нерознак В. П., проф. Мосенкіс Ю. Л.).
З 2010 р. — професор кафедри загального мовознавства, класичної філології та неоелліністики Київського національного університету імені Тараса Шевченка. 
Упродовж 2013–2021 рр. - член спеціалізованих вчених рад Д 26.001.19 та К 26.001.49 в Інституті філологіЇ КНУ імені Тараса Шевченка.
Член редколегій наукових журналів:  «Софія». Гуманітарно-релігієзнавчий вісник КНУ імені Тараса Шевченка; «Іноземна філологія». Фаховий збірник ЛНУ імені Івана Франка.
Підготувала 7 кандидатів наук з профільного фаху 10.02.14 – Класичні мови. Окремі індоєвропейські мови. 
Гарант магістерської Освітньо-наукової програми  «Класичні студії та західноєвропейська мова» (Навчально-науковий інститут філології КНУ імені Тараса Шевченка).
Тричі нагороджена Грамотою ректора КНУ імені Тараса Шевченка за успіхи у навчальній, науковій та виховній роботі (2014, 2023, 2024)
Відома в релігійних колах як викладач класичних мов та перекладач. Паралельно з роботою в університеті викладала давньогрецьку та латинську мови в Інституті релігійних наук св. Томи Аквінського (1993—2012), Вищій Духовній Семінарії Пресвятого Серця Ісуса РКЦ (1995—2004), Київській Трьохсвятительській Духовній семінарії ГКЦ (2010—2012), Київській Православній Богословській Академії (з 2013).
Займається перекладами з давньогрецької мови. Редактор сучасного 4-го перекладу Біблії українською мовою, здійсненого Українським Біблійним Товариством (2011). Перекладач творів свт. Василя Великого («Гомілії» (2006) та «Морально-аскетичні твори» (2007)). Перекладач грецького тексту у виданнях: Мелетій Смотрицький «Тренос» (2015) та Петро Могила «Літос» (2018). Переклала українською мовою Томос про автокефалію Православної Церкви України (2019). Має низку перекладів давньогрецької поезії в книзі «Образи любові в давньогрецькій літературі: антологія». Перекладач твору Секста Емпірика «Нариси пірронізму в трьох книгах» (2020). Науковий редактор перекладу «Метафізики» Арістотеля (2022). З 2021 р. веде авторський клас перекладу з давньогрецької мови у Школі перекладачів філософських творів при культурній інституції «МіжВухами»
Авторка понад 160 наукових та навчально-методичних публікацій.
Підготувала цикл публічних лекцій про рукописи Біблії давніми мовами, вміщений на каналі You Tube:
- https://www.youtube.com/channel/UCLaMDDyLQS0NDEKP6L8oDwQ [Архівовано 8 березня 2021 у Wayback Machine.]
- давньогрецькою мовою[13]
- латинською мовою[13]
- сирійською мовою[13]
- коптською та ефіопською мовами[13]
- готською мовою[13]
- вірменською мовою[13]
- грузинською мовою[13]
- церковнослов'янською мовою[13]

## Праці

### Монографії
- Внутрішня структура давньогрецької мови: особливості функціональної морфології дієслова: монографія / Відп. ред. проф. Семчинський С. В. — К.: Українські енциклопедичні знання, 1999. — 74 с.
- Внутрішня структура давньогрецької мови: особливості функціонального синтаксису дієслова: монографія / Відп. ред. проф. Семчинський С. В. — К.: Українські енциклопедичні знання, 1999. — 84 с.
- Генеза парадигми темпоральності у давньогрецькій мові: монографія. — К.: Вид-во КНЛУ, 2005. — 256 c.

### Підручники
- Давньогрецька мова: Підручник. — К.: Томіріс, 1997. — 590 с. http://www.lexikoukr.ho.ua/lumber/scien_frgnlan/scien_frgn_oldgreek/oldgreek_1_1.html [Архівовано 9 лютого 2020 у Wayback Machine.] http://chtyvo.org.ua/authors/Zvonska-Denysiuk_Lesia/Davnohretska_mova/ [Архівовано 22 лютого 2020 у Wayback Machine.]
- Грецька мова Нового Завіту: Підручник для духовних навчальних закладів. — К.,: Українське Біблійне Товариство, 2000. — 286 c.
- Греческий язык Нового Завета: Учебник для духовных учебных заведений. — СПб.: Библейская кафедра, 2001. — 356 c. http://esxatos.com/zvonskaya-denisyuk-grecheskiy-yazyk-novogo-zaveta [Архівовано 16 лютого 2020 у Wayback Machine.]
- Грецькі античні джерела про праукраїнські землі: Хрестоматія. — К.: ВПЦ «Київський національний університет», 2002. — 112 c.
- Історія грецької мови: Підручник. — К.: Вид. центр КНЛУ, 2005. — 302 c.
- Давньогрецька мова: Підручник. — 2-ге вид. — К.: ВПЦ «Київський національний університет», 2007. — 711 c.http://chtyvo.org.ua/authors/Zvonska_Lesia/Davnohretska_mova [Архівовано 19 лютого 2020 у Wayback Machine.]
- Історія грецької мови: Підручник. — 2-ге вид. — К.: ВПЦ «Київський національний університет», 2011. — 386 c.
- Давньогрецька мова: Підручник для філософів. — Київ: Дух і літера, 2011. — 640 c. https://issuu.com/duh-i-litera/docs/greek_extract [Архівовано 29 серпня 2021 у Wayback Machine.] http://chtyvo.org.ua/authors/Zvonska_Lesia/Davnohretska_mova_Pidruchnyk_dlia_filosofiv/ [Архівовано 18 лютого 2020 у Wayback Machine.]
- Українська класична філологія: Біобібліографія, історія, персоналії (XVIII—XXI ст.) — К.: ВПЦ «Київський національний університет», 2014. — 320 c. (співавтор Павленко Л. В.) http://shron1.chtyvo.org.ua/Zvonska_Lesia/Ukrainska_klasychna_filolohiia.pdf [Архівовано 15 лютого 2019 у Wayback Machine.]
- Енциклопедичний словник класичних мов / Звонська Л. Л., Корольова Н. В., Лазер-Паньків О. В. та ін.; За ред. Звонської Л. Л. — К.: ВПЦ «Київський національний університет», 2015. — 464 c.
- Грецька епіграфіка і палеографія: Підручник. — К.: ВПЦ «Київський національний університет», 2016. — 316 c.http://shron1.chtyvo.org.ua/Zvonska_Lesia/Hretska_epihrafika_i_paleohrafiia.pdf [Архівовано 31 серпня 2021 у Wayback Machine.]
- Енциклопедичний словник класичних мов / Звонська Л. Л., Корольова Н. В., Лазер-Паньків О. В. та ін.; За ред. Звонської Л. Л. — 2-ге вид. — К.: ВПЦ «Київський університет», 2017. — 552 с. http://chtyvo.org.ua/authors/Zvonska_Lesia/Entsyklopedychnyi_slovnyk_klasychnykh_mov/ [Архівовано 17 лютого 2020 у Wayback Machine.]
- Підручник грецької мови Нового Завіту. — К.: Видавниче управління Київського Патріархату, 2017. — 368 с.https://www.youtube.com/watch?v=-_hYeNeyseo&t=904s https://www.youtube.com/watch?v=CXhNegvfeVY&t=123s https://www.youtube.com/watch?v=aPSZzIA6DDQ&t=1667s https://www.youtube.com/watch?v=AD-A7NrLp0Q&t=7s [Архівовано 30 серпня 2021 у Wayback Machine.]
- Давньогрецька мова: Підручник. — 3-тє вид. — К.: ВПЦ «Київський національний університет», 2019. — 698 с.

### Статті
- Проблеми відтворення ідіостилю Нового Завіту в сучасному перекладі українською мовою // Вісник Київського університету ім. Тараса Шевченка «Мовознавство. Літературознавство. Фольклористика». — Київ, 1997. — С. 67-70.
- Типові лексико-синтаксичні складності перекладу Нового Завіту українською мовою // Сучасна українська богословська термінологія. — Львів, 1998. — С. 50-55.
- Морфонологічні особливості композитивних іменників у давньогрецькій мові // Мова та історія. — Київ, 1998. — Вип. 41. –С. 10-14.
- Незалежні дієприкметникові конструкції в грецькому тексті Нового Завіту та проблеми їх перекладу українською мовою // Вісник Київського університету ім. Тараса Шевченка «Мовознавство. Літературознавство. Фольклористика». — Вип. 6. — 1998. — С. 46-50.
- Вираження часових відношень у системі давньогрецького дієприкметника // Мовні і концептуальні картини світу. — К., 2002. — С. 175—179.
- Неіндикативне вираження часу у системі давньогрецького дієслова // Актуальні проблеми української лінгвістики. — Київ, 2002. — Вип.8. — С. 30-37.
- Темпоральний потенціал аориста у давньогрецькій мові // Компаративні дослідження слов'янських мов і літератур. — К., 2002. — С. 57-64.
- Футуральність і вираження мети у давньогрецькій мові // Актуальні проблеми української лінгвістики. — Київ, 2003. — Вип.7. — С. 48-56.
- Темпоральна семантика давньогрецького оптатива // Літературознавчі студії. — Київ, 2003. –Вип.4. –  С. 286—291.
- Синтаксична семантика дієслівно-іменних конструкцій у давньогрецькій мові // Компаративістика і типологія у сучасній лінгвістичній науці: здобутки і проблеми. — Донецьк, 2003. –  С. 75-84.
- Діахронні зміни темпоральної семантики давньогрецького суб'юнктива // Компаративістика і типологія у сучасній науці: здобутки і проблеми. — Донецьк, 2004. — С. 178—186.
- Лексико-граматичні засоби вираження часових відношень у давньогрецькій мові // Мовні і концептуальні картини світу. — К., 2004. — Вип.10. — С. 163—170.
- Темпоральний дейксис відмінкових форм у давньогрецькій мові  // Українське мовознавство. — К., 2004. –  Вип. 29-30. –С. 76-79.
- Прийменниково-іменникові конструкції класичних мов на позначення обставин часу // Українське мовознавство. — К., 2004. — Вип. 31.– С. 37-43.
- Функціонально-граматичні зміни у системі грецького дієслова післякласичної доби // Мовні і концептуальні картини світу. — К., 2004. — Вип.14. — Кн.1. — С. 148—152.
- Гномічна семантика індикативних форм у давньогрецькій мові // Новітня філологія. — Миколаїв, 2004. — С. 15-26.
- Особливості функціонального синтаксису відмінкової системи давньогрецької мови // Вісник Київського університету ім. Тараса Шевченка «Мовознавство. Літературознавство. Фольклористика». — Київ, 2004. — С. 33-35.
- Давньогрецький текст Нового Завіту — основа нового українського перекладу // Вісник ЮНЕСКО. Серія «Філологія». — Вип. 9. — К., 2004. –   С. 32-36.
- Діахронні зміни у системі футурума грецької мови // Вісник КНЛУ. — К. 2004. — Т.7. — № 2. — С. 102—108.
- Розвиток темпоральних перифрастичних конструкцій у давньогрецькій мові // Актуальні проблеми української лінгвістики: теорія і практика. — К., 2005. — Вип. XI. — С. 25-30.
- Функціональна семантика футуральності презентних форм у давньогрецькій мові // Мовні і концептуальні картини світу. — Київ, 2005. — С. 118—124.
- Розвиток претеритального значення форм презенса у давньогрецькій мові // Новітня філологія. — Миколаїв, 2005. — Вип. 23. — С. 12-21.
- Індикативна система часових форм давньогрецького дієслова // Актуальні  проблеми української  лінгвістики: теорія і практика. — К., 2006. Вип.  XIII. — С. 32-40.
- Инхоативная семантика временных форм в древнегреческом языке Лингвистическая компаративистика в культурном и историческом аспекте. — Москва, 2006. — С. 36-38.
- Діахронні зміни функціонального навантаження аориста у давньогрецькій мові // Проблеми семантики, прагматики та когнітивної лінгвістики.  – К., 2006. — Вип. 9.  – С. 95-99.
- Футуральне значення претеритальних форм у давньогрецькій мові // Проблеми семантики, прагматики та когнітивної лінгвістики.  – К.,  2006. — Вип. 10.  – С. 109—113.
- Розвиток функціональної семантики плюсквамперфекта у давньогрецькій мові //Актуальні  проблеми української  лінгвістики: теорія і практика. — К., 2006. Вип. XII. — С. 34-42.
- Функціонально-граматичні панхронні та ахронні моделі у давньогрецькій мові // Новітня філологія. — Миколаїв, 2006. — Вип. 24. — С. 19-25.
- Модальна семантика футурумних форм у давньогрецькій мові //Актуальні проблеми  української  лінгвістики: теорія  і практика. — К., 2007. Вип. XV. — С. 57-65.
- Розвиток  репрезентації футуральності у давньогрецькій мові // Мовні і концептуальні картини світу. — К., 2007. — Вип. 24. — Кн.1. — С. 320—325.
- Золота доба грецької патристики і традиції античності // Актуальні  проблеми української  лінгвістики. — К., 2007. — Вип. XVII. — С. 50-57.
- Еволюція референції часу в давньогрецькій мові // Проблеми семантики, прагматики та когнітивної лінгвістики. — К.,  2007. — Вип. 11. — С. 65-70.
- Функціональна семантика заперечення у давньогрецькій мові // Мовні і концептуальні картини світу. — К., 2007. — Вип.  25. — Кн.1. — С. 140—149.
- Каппадокійська школа патристики і традиції античності // Київська старовина. — К., 2008. — Вип. 14. — С. 74-80.
- Мовний    феномен  грецького   койне   та  аттикізму   // Проблеми  семантики, прагматики та когнітивної лінгвістики.  – К.,  2008. –  Вип. 13. — С. 138—146.
- Функціональна   семантика  заперечення   у   давньогрецькій  мові  // Мовні і концептуальні картини світу. — — К., 2007. — Вип.  25. — Кн.1. — С. 140—149.
- Синтаксическая семантика апофатических конструкций в древнегреческом языке // Классическая филология в Сибири. — Томск, 2008. — С. 92-100.
- Видова  специфіка претеритальних  форм у  давньогрецькій мові  // Новітня філологія.  – Миколаїв., 2008. — Вип. 27. — С. 80-86.
- Розвиток перфектного значення претеритальних часових форм у давньогрецькій мові // Проблеми семантики слова, речення та тексту.  – К.,  2008. — Вип. 20.  – С. 80-86.
- Розвиток результативної семантики перфекта у давньогрецькій мові // Studia linguistica. — К., 2008. — Вип. 1. — С. 34-39.
- Категорія часу і категорія темпоральності у давньогрецькій мові // Проблеми семантики, прагматики та когнітивної лінгвістики. — К.,  2008. — Вип. 14. — С. 195—201.
- Розвиток претеритального значення аориста у давньогрецькій мові // Проблеми семантики слова, речення та тексту. — К.,  2008. — Вип. 21. — С. 134—146.
- Рецепція мовно-культурної спадщини античності каппадокійською школою патристики// Мовні і концептуальні картини світу. — К., 2008. — Вип.26. — Кн.1. — С. 352—356.
- Видова специфіка претеритальних форм у давньогрецькій мові // Новітня філологія.  – Миколаїв, 2008. — Вип. 27.  – С. 80-86.
- Класичні мови в природничих науках // Мовні і концептуальні картини світу. — К., 2008. — Вип.27. — Кн.1. — С. 320—324.
- Розвиток  стратегії   часової  параметризації  у давньогрецькій  мові      // Studia linguistica. — К., 2009. — Вип. 2. — С. 165—171.
- Давньогрецька лексикографія як джерело вивчення алогенної лексики // Вісник Харківського національного університету імені В. Н. Каразіна. — Харків, 2010. — № 901.  – Вип. 59. — С. 12-19.
- Алогенні синтаксичні конструкції в грецькому тексті Нового Завіту // Studia linguistica. — К., 2010. — Vol. IV. — С. 172—180.
- Эволюция парадигмы темпоральности в древнегреческом языке // Res philologica. — Москва: Academia,  2010. — С. 68-77.
- Історико-філософський аспект становлення поняття «концепт» // Мовні і концептуальні картини світу. — К., 2010. — Вип.33. — Кн.1. — С. 203—209.
- Афористика класичних мов та новоєвропейські мови // Проблеми семантики слова, речення та тексту.  – К., 2010. — Вип. 24.  – С. 35- 44.
- Концепт КНИГА: від античності до сучасності // Вісник Харківського національного університету імені В. Н. Каразіна. — Харків, 2010. — № 910. — Ч. І. — С. 130—134.
- Історико-філософський аспект становлення поняття «концепт» // Мовні і концептуальні картини світу. — К., 2010. — Вип.33. — Кн.1. — С. 203—209.
- Концепт «образ» в класичних мовах // Studia linguistica. — К., 2010. — Vol. V. — С. 21-29.
- Идея слова: от античности до християнства Духовно-нравственная культура России и Болгарии: Православное наследие. — Челябинск, 2010. — Ч. І. — С. 179—187.
- Архаїзми, діалектизми та запозичення давньогрецької мови у Лексиконі Гесихія // Вісник Київського національного університету імені Тараса Шевченка «Мовознавство. Літературознавство. Фольклористика». — К., 2011. — Вип. 22. — С. 38-41.
- Полисемия семантики понятия «образ» в классических языках // Филология в Сибири в контексте развития европейской филологической мысли. — Томск, 2011. — С. 45-50.
- Античное наследие в проповедях Василия Великого // Духовно-нравственная культура России: Православное наследие. –  Челябинск: ЧГАКИ, 2011. — Ч. І. — С. 131—137.
- Концепт «мімесис» у давньогрецькій філософії та філології //  Мовні і концептуальні картини світу. — К., 2012. — Вип. 38. — С. 251—257.
- Фразеологія класичних мов у європейському континуумі // Мова та історія. — К., 2012. — Вип. 223. — С. 16-26.
- Η σύμπτωση των κατασκευών στα εβραικά και στη κοινή σε αρχαία κειμένα της Καινής Διαθήκης // Ουκρανία, Ελλάδα και ο κόσμος: διεπιστημονικές σπουδές. — Αθήνα: Ποιημάτα των φίλων, 2012. — Σ. 64-68.
- Концепт «образ» у Новому Завіті Діалог культур: Україна-Греція. — К., 2012. — Вип. 4. — С. 57-62.
- Методи дослідження категорії темпоральності в давньогрецькій мові // Studia linguistica. — К., 2012. — Vol. VI. — С. 229—237.
- Античное наследие в европейской культуре // Нерознак В. П., Звонская Л. Л. — Сб. статей. — М.: Институт языкознания РАН, 2012. — 112 с.
- Давньоелліністика в Київському національному університеті імені Тараса Шевченка: історія та сучасність // Поліфонія діалогу в постсучасній культурі. –  Зб. наук. праць. — К.: НАКККіМ, 2013. — С. 66-72.
- Поезія Солона в лінгвопрагматичному вимірі // Мовні і концептуальні картини світу. — К., 2013. — Вип. 46. — Ч.1. — С. 559—567.
- Номінативне поле концепту «образ» в Новому Завіті // Труди Київської Духовної Академії — Вип. 13 (2), 2014. — С. 238—244.
- Метафоричне фразеотворення у Новому Завіті // Культурологія. Філологія. Музикознавство. –  Зб. наук. праць. –  К.: НАКККіМ, 2014. — С. 159—165.
- Бібліографія української класичної філології (XVIII—XXI ст.)  // Studia Linguistica. — Випуск VIII. — К. :Видавничний дім Дмитра Бураго, 2014. — C. 216—219.
- Бібліографія Сковородіани в українській класичній філології // Філософський ерос античності, середньовіччя та ренесансу в інтерпретації Григорія Сковороди. — К., 2015. — С. 74-78.
- Вираження презентності в давньогрецькій мові // Класичні мови і сучасне мовознавство: Монографія. — К.: ВПЦ «Київський національний університет»., 2015. — С. 84-119.
- Світовий фонд грецьких рукописів: історія та сучасний стан  Діалог культур: Україна-Греція в ХХІ столітті. — К. : НАКККіМ, 2015. — С. 54-67.
- Мовний феномен аттикізму і койне Нового Завіту // Труди Київської Духовної Академії — Вип. 16, 2016. — С. 41-50.
- Вплив рукописної традиції грецьких скрипторіїв на формування мінускульних шрифтів // Studia Linguistica. — Випуск ІХ.  –  К., 2016. –  C. 3-12.
- Η αναλογία στα εβραικά και στη κοινή της Καινής Διαθήκης // Труди Київської Духовної Академії. — Вип. 17. — К., 2017. — С. 11-15.
- Le développement de la calligraphie minuscule pré-bouletée en bouletée dans les manuscrits grecs (IXe-Xe siècles) // Православ'я в Україні. — К. 2017. — Ч. 2. — С. 84-89.
- Ο πολυσεματικός συνδυασμός του kai στο ελληνικό κείμενο της Καινής Διαθήκης // Труди Київської Богословської академії. –  18. — К., 2018. — С. 84-90.
- Твори Георгія Хіробоска у візантійській та старослов'янській філологічній науці // Вісник Харківського національного університету імені В. Н. Каразіна (серія «Філологія»). — Випуск 79. — К., 2019. — С. 149—154.
- Грамоти Діонісія, патріарха Константинопольського, та Досифея, патріарха Єрусалимського, про передачу Київської митрополії Московському патріархату: грецький текст та зіставний аналіз стороросійського і українського перекладу // Юрисдикційний статус Київської православної митрополії у 1686 році. — К., 2019. — С. 7-45.
- Організація самостійної роботи з навчання апофатичних конструкцій у синтаксисі давньогрецької мови  // Ars linguodidacticae. — Вип. 3. — К., 2019. — С. 48-54.
- Неправомірність передачі Київської митрополії Московському патріархату 1686 року: зіставний аналіз першоджерел та перекладів патріарших грамот // Труди Київської Богословської академії. –  Вип. 19. — К., 2019. — С. 31-59.
- Certificates of Dionysius, patriarch of Constantinople, and Dositheus, patriarch of Jerusalem, about the transfer of the Kyiv metropolitanate to the Moskow patriarchate: Greek text and comparative analysis of the old Russian and Ukrainian translations // Jurisdictional status of the Kyiv orthodox metropolitanate in 1686 // Book of reports of the scientific conference. — K., 2019. — P. 8-48.
- Кодикологія та текстологія Італи // Труди Київської Богословської академії. –  Вип. 20. — К., 2020. — С. 42-49.
- «Нариси пірронізму» Секста Емпірика: парадигма термінів та перекладацькі інтенції // Sententiae. — Vol. 39. — № 2, 2020.  –  C. 92-103. SCOPUS Q2
- Українські переклади давньогрецької літератури: здобутки та перспективи // Вісник Київського університету ім. Тараса Шевченка «Мовознавство. Літературознавство. Фольклористика». — Випуск 31.  –  К., 2021.  – C. 41-45.
- Переклад розділу твору Діогена Лаертського «Про життя знаменитих філософів»: Сократ // Вісник Київського університету ім. Тараса Шевченка «Мовознавство. Літературознавство. Фольклористика». — Випуск 32. — К., 2021. — C. 101—107.
- Paideia як засаднича ідея творів Ксенофонта «Кіропедія» та Геродіана «Історія…» // Вісник Київського університету ім. Тараса Шевченка «Мовознавство. Літературознавство. Фольклористика». — Випуск 34. — К., 2023. — C. 48—53; (у співавт. з Ф.Довбищенком).
- Stylistic space of the work of Diogenes Laertius «Lives and Thoughts of Eminent Philоsophers» // SworldJournal. – Ed. 22-04. – P. 107-113.
- The work of Diogenes Laertius «Lives and Thoughts of Eminent Philоsophers» in the space of antient biography // Scientific research in modern conditions of instability. – Karlsruhe, 2023. – Р. 30-29.
- Peculiarities of the Greek language of the late Bуzantine period and in the times of Turkish rule // Heritage of European science-2024 – Р. 156-166.
- Діоген Лаерцій «Життя і думки славнозвісних філософів»: стратегія і засади українського перекладу // Sententiae. – Vol. 43. – № 1, 2024.  –  C. 117-129. SCOPUS Q2; (у співавтор. з В.Туренком).
- Coexistence of Katharevus and Dimotic: compatativ aspect // SworldJournal. – Ed. 24-03. – P. 134-138.
- Поетичний простір твору Діогена Лаерція «Життя та думки славнозвісних філософів» // Вісник Київського університету ім. Тараса Шевченка «Мовознавство. Літературознавство. Фольклористика». – Вип. 35. – К., 2024. – C. 18-25.
- Неусталеність лексико-граматичної системи ранньовізантійської грецької мови: процеси та причини // Вісник Київського університету ім. Тараса Шевченка «Мовознавство. Літературознавство. Фольклористика». – Вип. 36. – К., 2024. – C. 62-67.

### Переклади та редагування
- Василь Великий. Гомілії / Пер. з давньогрецьк. Л.Звонської. — Львів: Свічадо, 2006. — 356 c.http://ktds.org.ua/-/media/files/1/4/1450619331-vasylii-velykyigomilii2006.pdf [Архівовано 11 липня 2019 у Wayback Machine.]
- Василь Великий. Морально-аскетичні твори /Пер. з давньогрецьк. Л.Звонської — Львів: Свічадо, 2006. — 356 c.https://www.truechristianity.info/ua/books/st_vasily_download.php [Архівовано 7 серпня 2018 у Wayback Machine.]
- Редактор сучасного 4-го перекладу Біблії українською мовою, здійсненого Українським Біблійним Товариством (2011) https://risu.org.ua/ru/index/blog/~P.Best/43260 [Архівовано 30 листопада 2016 у Wayback Machine.]
- Перекладач українською мовою Томосу про автокефалію Православної Церкви України (2019).
- Перекладач грецького тексту у виданні: Мелетій Смотрицький. Тренос, або Плач Єдиної Святої Помісної Апостольської Східної Церкви з поясненнями догматів віри, початково з грецької на слов'янську, а тепер зі слов'янської на польську перекладений Теофілом Ортологом, тієї ж Святої Східної церкви сином, у Вільні року Божого 1610 / Мелетій Смотрицький ; пер. із старопольської, слов. та передм. Р. Радишевського. — К. : Талком, 2015. — 560 с. http://resource.history.org.ua/cgi-bin/eiu/history.exe?&I21DBN=EIU&P21DBN=EIU&S21STN=1&S21REF=10&S21FMT=eiu_all&C21COM=S&S21CNR=20&S21P01=0&S21P02=0&S21P03=TRN=&S21COLORTERMS=0&S21STR=Trenos_Plach [Архівовано 24 серпня 2020 у Wayback Machine.]
- Перекладач грецького тексту у виданні: Петро Могила. Літос: / передмова, переклад із ставропольської Ростислава Радишевського. — Київ, «Талком», 2018. — 656.